# Olof Höjer
Anders Olof Höjer, född 15 september 1937 i Karlstad, död 9 januari 2024 i Södra Sandby distrikt, var en svensk konsertpianist och ackompanjatör.

## Biografi
Olof Höjer föddes 15 september 1937 i Karlstad. Han var son till konstnären Sven Höjer och Elly Margareta Andersson.
Höjer studerade piano vid Richard Anderssons musikskola i Stockholm. Han studerade sedan piano för Gottfrid Boon, teori och komposition för Gunnar Bucht och musikvetenskap vid Uppsala universitet. Höjer spelade in flera skivor med musik av bland andra Maurice Karkoff, Erik Satie, Hugo Alfvén och  Wilhelm Peterson-Berger. Han publicerade även en uppsats som skildrar tonsättaren Viking Dahls liv och gärning.

## Diskografi
- 1976 - Alfvén: Skårgårdsbilder, Mankell: Miniatyrer, Karkoff: Monopartita, Mellnäs: Schizofoni, Hallnäs: Impressioner.[3]
- 1978 - Musik från Varberg.[3]
- 1983 - Jacob Adolf Hägg. Pianostycken.[7]
- 1984 - Satie. Subtiliteter.[3]
- 1986 - Olof Höjer plays Erik Satie.[3]
- 1990 - Wilhelm Peterson-Berger: Frösöblomster (komplett).[8]
- 1990 - Erik Satie, played by Olof Höjer.[3]
- 1992 - La belle inconnue. Forgotten pearls from the classical era in Sweden.[3]
- 1994 - Mélodies de la Belle Époque.[3]
- 1996 - Among friends.[3]
- 1996 - Erik Satie. The complete piano music, volume 1.[9]
- 1996 - Erik Satie. The complete piano music, volume 2.[3]
- 1997 - Erik Satie. The complete piano music, volume 3.[3]
- 1998 - Erik Satie. The complete piano music, volume 4.[3]
- 1998 - Erik Satie. The complete piano music, volume 5.[10]
- 1999 - Erik Satie. The complete piano music, volume 6.[3]
- 2000 - Wilhelm Peterson-Berger. "Damernas album", The complete piano music, volume 1.[3]
- 2001 - Wilhelm Peterson-Berger. "I somras", The complete piano music, volume 2.[3]
- 2004 - Wilhelm Peterson-Berger. "Färdminnen", The complete piano music, volume 3.[11]
- 2005 - Wilhelm Peterson-Berger. "Solitudo", The complete piano music, volume 4.[12]
- 2006 - Olof Gullberg. Selected piano pieces.[13]
- 2008 - Maurice Karkoff. Selected piano music.[3]
- ? - Robert Caby. Piano music, volume 1.[14]